# São Tomé e Príncipe nos Jogos Olímpicos de Verão de 2020
São Tomé e Príncipe participa nos Jogos Olímpicos de Verão de 2020 em Tóquio. Originalmente programados para ocorrerem de 24 de julho a 9 de agosto de 2020, os Jogos foram adiados para 23 de julho a 8 de agosto de 2021, por causa da pandemia COVID-19. Será a 7ª participação da nação nos Jogos Olímpicos de Verão desde sua estreia em 1996.

## Competidores
Abaixo está a lista do número de competidores nos Jogos.
| Esporte   | Masculino | Feminino | Total |
| --------- | --------- | -------- | ----- |
| Atletismo | 0         | 1        | 1     |
| Canoagem  | 2         | 0        | 2     |
| Total     | 2         | 1        | 3     |

## Atletismo
São Tomé e Príncipe recebeu vagas de Universalidade da IAAF para enviar uma atleta para os Jogos.
- Nota– As posições para os eventos de pista são em relação à bateria do atleta
- Q = Qualificado para a próxima fase
- q = Qualificado para a próxima fase como o perdedor mais rápido ou, em eventos de campo, pela posição sem atingir o alvo para qualificação
- NR = Recorde nacional
- N/A = Fase não aplicável para o evento
- Bye = Atleta não precisou disputar aquela fase

Eventos de pista e estrada
| Atleta           | Evento         | Eliminatória | Eliminatória | Semifinal | Semifinal | Final     | Final   |
| Atleta           | Evento         | Resultado    | Posição      | Resultado | Posição   | Resultado | Posição |
| ---------------- | -------------- | ------------ | ------------ | --------- | --------- | --------- | ------- |
| D'Jamila Tavares | 800 m feminino |              |              |           |           |           |         |

## Canoagem

### Velocidade
São Tomé e Príncipe qualificou um único barco (C-2 1000 m masculino) para os Jogos após vencer a medalha de ouro nos Jogos Pan-Africanos de 2019 em Rabat, Marrocos.
| Atleta                  | Evento               | Eliminatórias | Eliminatórias | Quartas-de-final | Quartas-de-final | Semifinais | Semifinais | Final | Final   |
| Atleta                  | Evento               | Tempo         | Posição       | Tempo            | Posição          | Tempo      | Posição    | Tempo | Posição |
| ----------------------- | -------------------- | ------------- | ------------- | ---------------- | ---------------- | ---------- | ---------- | ----- | ------- |
| Roque Ramos             | C-1 1000 m masculino |               |               |                  |                  |            |            |       |         |
| Buly Triste             | C-1 1000 m masculino |               |               |                  |                  |            |            |       |         |
| Roque Ramos Buly Triste | C-2 1000 m masculino |               |               |                  |                  |            |            |       |         |

Legenda de Qualificação: FA = Qualificado à Final A (medalha); FB = Qualificado à final B (sem medalha)